# Cinco pontos da Nova Arquitetura

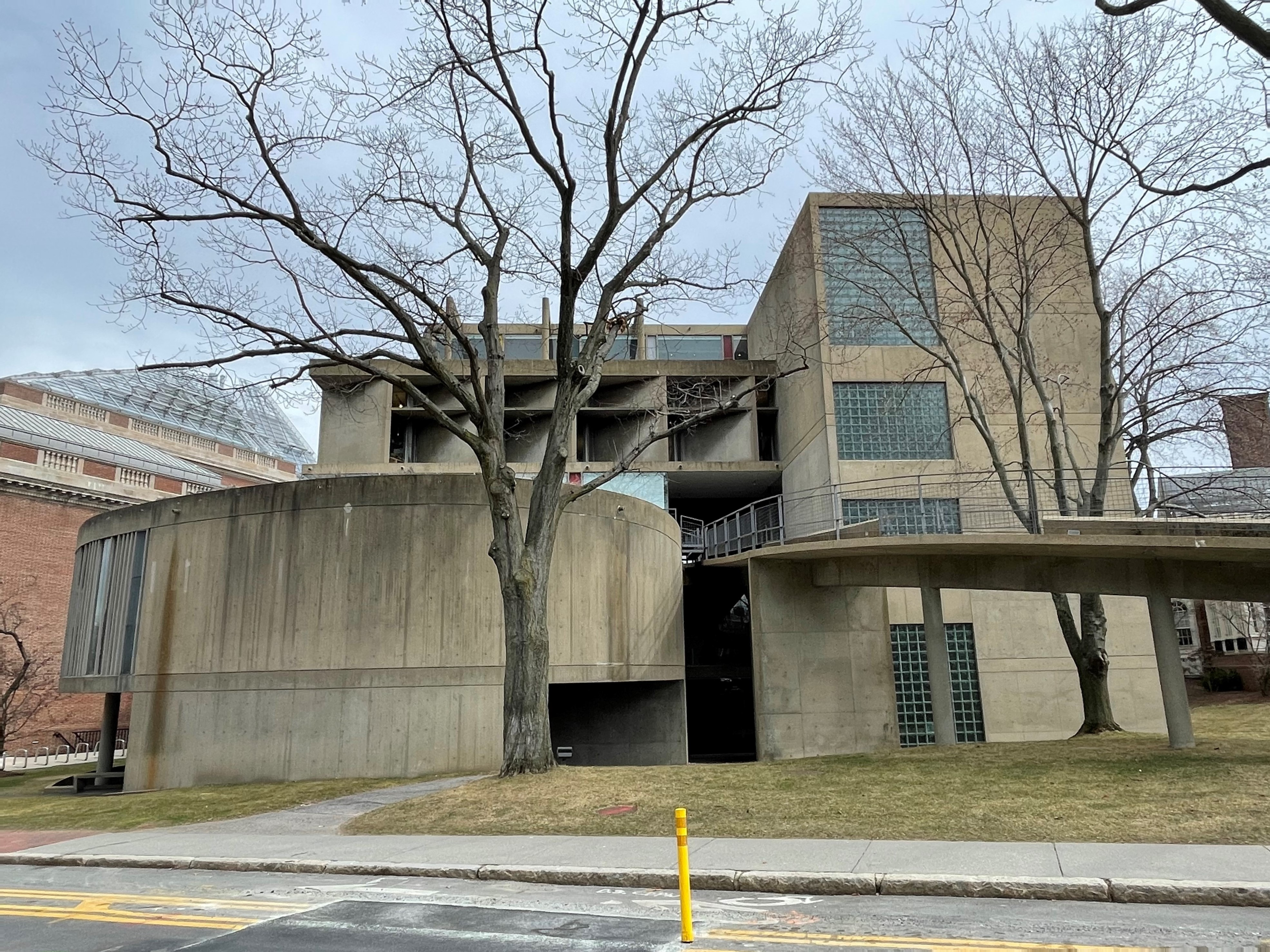
The Carpenter Center, 1963, no qual Le Corbusier desejava integrar os cinco pontos desenvolvidos.

Os Cinco pontos da Nova Arquitetura são o resultado da pesquisas realizada nos anos iniciais da carreira do arquiteto Charles-Edouard Jeanneret conhecido pelo pseudônimo de Le Corbusier  . Sua forma final foi publicada em 1926 na revista francesa L'Esprit Nouveau. Um ou mais dos pontos são utilizados em alguns projetos anteriores a esta publicação e apareceram pela primeira vez na Casa Cook, em 1926.  É na Villa Garches e na Villa Savoye, no entanto, que estes serão utilizados de forma mais expressiva. Estes conceitos permitiram tornar os elementos constitutivos do projeto independentes uns dos outros, possibilitando a maior liberdade de criação.

## Os 5 pontos
1. Planta Livre: através de uma estrutura independente permite a livre locação das paredes, já que estas não mais precisam exercer a função estrutural.
2. Fachada Livre: resulta igualmente da independência da estrutura. Assim, a fachada pode ser projetada sem impedimentos.
3. Pilotis: sistema de pilares que elevam o prédio do chão, permitindo o trânsito por debaixo do mesmo.
4. Terraço Jardim: "recupera" o solo ocupado pelo prédio, "transferindo-o" para cima do prédio na forma de um jardim.
5. Janelas em fita: possibilitadas pela fachada livre, permitem uma relação desimpedida com a paisagem.

O sucesso dos cinco pontos
O sucesso dos cinco pontos foi tal que, com o tempo, estes deixaram de ser associados apenas a Le Corbusier e se tornaram cânones da arquitetura moderna. Assim, arquitetos de países diversos adotaram os preceitos parcial ou integralmente em seus projetos. No Brasil, o prédio do Ministério da Educação e Saúde Pública, projeto de Lúcio Costa e Oscar Niemeyer, entre outros, (com a consultoria de Le Corbusier), utiliza integralmente os cinco pontos arquitetônicos.